# Prvenstvo Avstralije 1951
Prvenstvo Avstralije 1951 v tenisu.

## Moški posamično
Dick Savitt :  Ken McGregor, 6–3, 2–6, 6–3, 6–1

## Ženske posamično
Nancye Wynne Bolton :  Thelma Coyne Long, 6–1, 7–5

## Moške dvojice
Ken McGregor /  Frank Sedgman :  John Bromwich /  Adrian Quist, 11–9, 2–6, 6–3, 4–6, 6–3

## Ženske dvojice
Thelma Coyne Long /  Nancye Wynne Bolton :  Joyce Fitch /  Mary Bevis Hawton, 6–2, 6–1

## Mešane dvojice
Thelma Coyne Long /  George Worthington :  Clare Proctor /  Jack May, 6–4, 6–3